# Општина Путинеју (Ђурђу)
Путинеју (рум. Putineiu) општина је у Румунији у округу Ђурђу.
Oпштина се налази на надморској висини од 71 m.